# Konwencja dublińska
Konwencja dublińska – umowa podpisana w ramach Wspólnoty Europejskiej 15 czerwca 1990 (weszła w życie 1 września 1997) dotycząca zasad rozpatrywania wniosku o azyl przez państwa członkowskie Unii Europejskiej.
Zawarto w niej definicje pojęć: wiza wjazdowa i tranzytowa, cudzoziemiec, wniosek o azyl, pozwolenie na pobyt (art. 1).
Wg art. 2 państwa-strony potwierdzają swoje zobowiązania wynikające z Konwencji Genewskiej z 1951 r. i Protokołu Nowojorskiego z 1967 r. bez jakichkolwiek ograniczeń terytorialnych oraz swoje zobowiązanie do współpracy ze służbami Wysokiego Komisarza Narodów Zjednoczonych do Spraw Uchodźców.
Art. 3 zobowiązuje państwa-strony do rozpatrzenia każdego wniosku o azyl, złożonego przez cudzoziemca w jakimkolwiek z nich na granicy lub na ich terytorium.
Depozytariuszem jest rząd Irlandii. Zakazane są zastrzeżenia (art. 20). Języki autentyczne: duński, niderlandzki, angielski, francuski, niemiecki, grecki, irlandzki, włoski, portugalski i hiszpański.
Konwencja została zastąpiona rozporządzeniem Dublin II w 2003 roku, następnie Dublin III w 2013.